# النقل السككي في المغرب

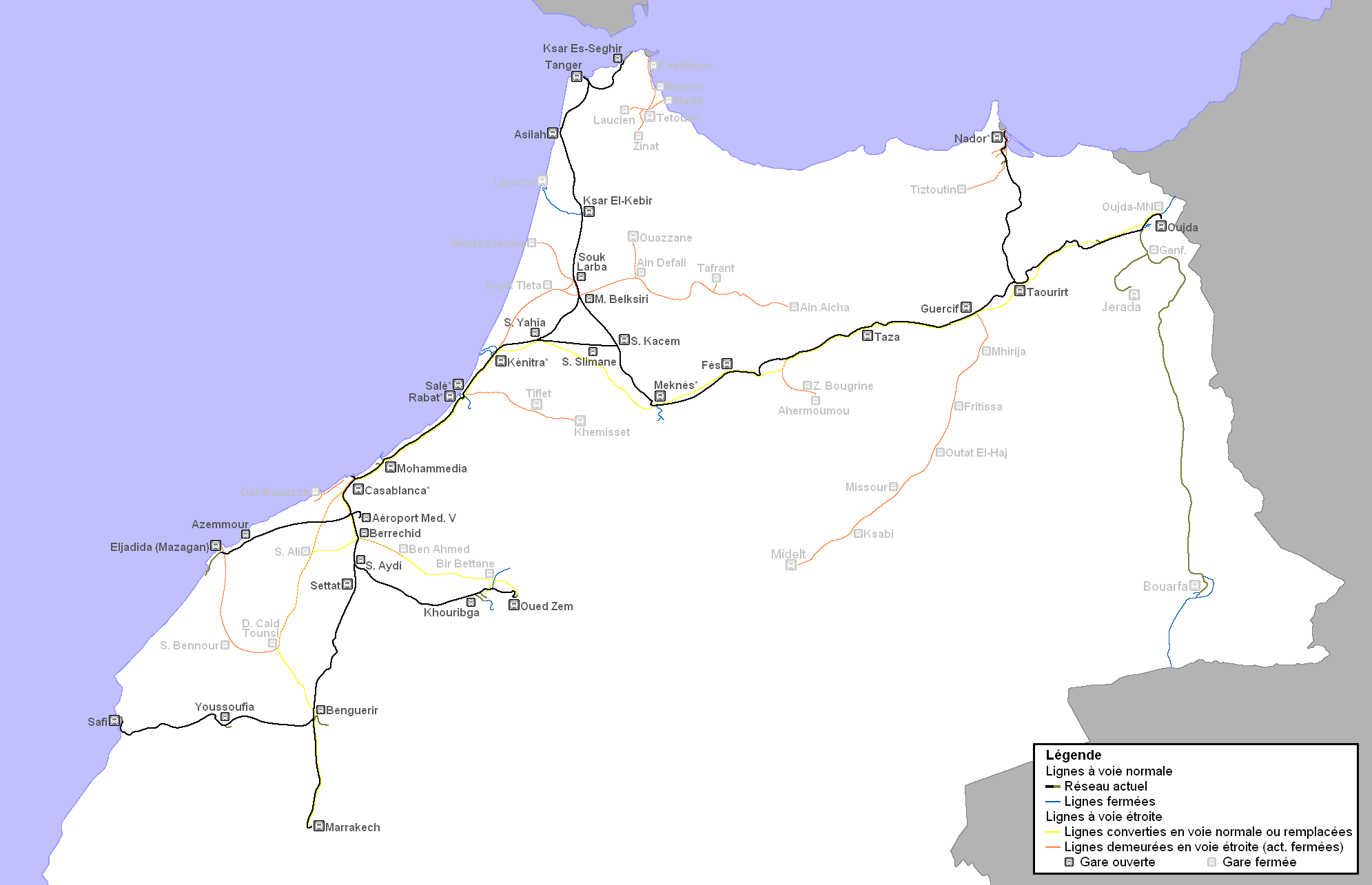
خريطة السكك الحديدية في المغرب في عام 2012.

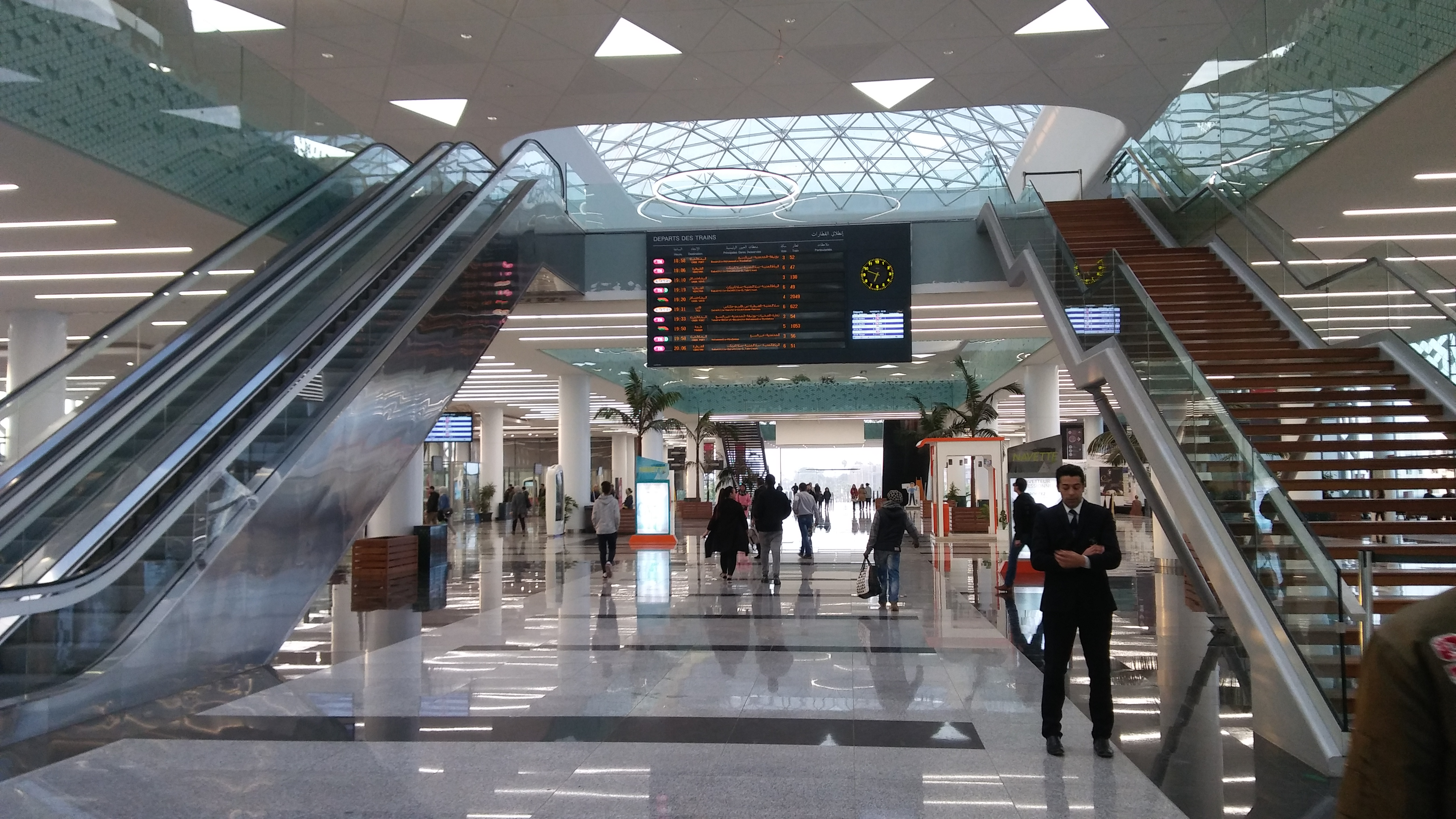
محطة القطار الرباط أكدال

محطة القطار الرباط أكدال

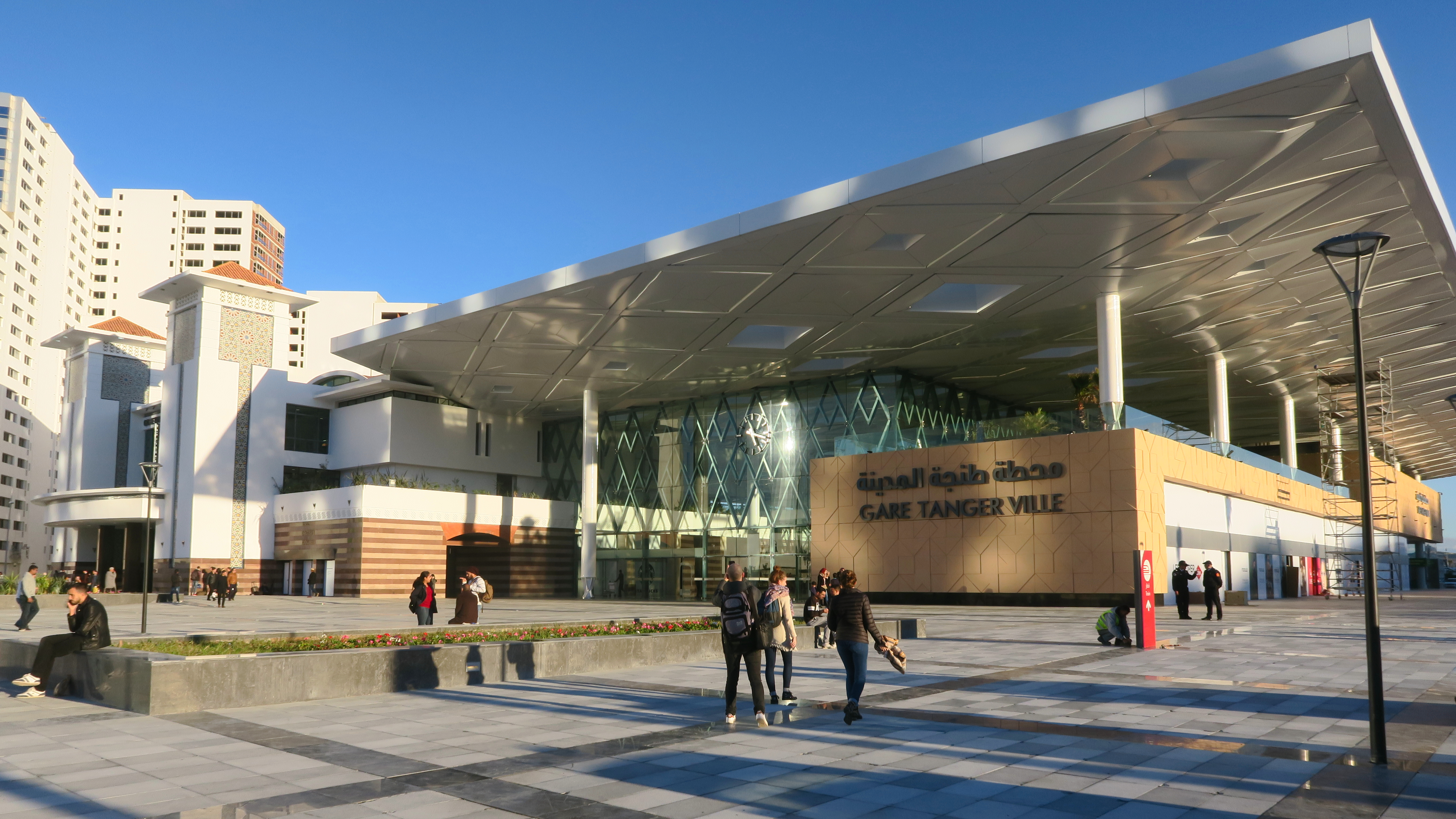
محطة القطار طنجة المدينة

النقل السككي في المغرب هو قطاع حيوي ومُهم في نقل المُسافرين والبضائع، ويُشرف على هذا القطاع المكتب الوطني للسكك الحديدية، والمملوك بالكامل للحكومة المغربية، وقد اعتمد المغرب إستثمارات مالية ضخمة لإعادة تجديد وتطوير السكك الحديدية وبناء محطات قطار جديدة وعصرية واقتناء قطارات فائقة السرعة وتشييد خطوط سكك حديدية خاصة بها.
خلال سنة 2020، تجاوز عدد المسافرين 21 مليون مسافر، كما تم نقل 24.5 مليون طن من البضائع، بما فيها 16.4 مليون طن من الفوسفاط.
إلى غاية سنة 2021، يبلغ طول شبكة السكك الحديدية 2295 كلم، و 585 عربة لنقل المُسافرين.

## تاريخ
بدأ بناء وتشييد سكك الحديد بالمغرب في سنة 1916 مع بداية الحماية الفرنسية على المغرب، وقد لجئت فرنسا للترخيص لبعض الشركات الفرنسية بإقامة خطوط سكك حديدية بالمغرب لتسهيل نقل الثروات المعدنية خصوصاً الفوسفاط. وقد أدى عدم وجود الفوسفاط بمناطق سوس و الصويرة والأطلس الصغير إلى قيام فرنسا بإلغاء فكرة إنشاء سكك حديدية بهذه المناطق، كما أن وعورة التضاريس بهذه المناطق زادت من تأكيد إلغاء فكرة إنشاء سكك حديدية بهذه المناطق. وهكذا بقي هذا الوضع السككي قائما حتى بعدما تم نقل ملكية خطوط هذه الشبكة السككية، التي كانت تستغلها ثلاثة شركات فرنسية خاصة منذ 1923، إلى المكتب الوطني للسكك الحديدية الذي تم إنشاؤه في سنة 1963 للعمل تحت وصاية وزارة النقل والملاحة التجارية.
في سنة 1984، أعلن الملك الحسن الثاني في خطاب ملكي على ضرورة مد خطوط السكة الحديدية من مراكش إلى أقصى جنوب المغرب، لكن هذا المشروع لم يتحقق منه أي شيء. وفي سنة 2019 أعاد الملك محمد السادس هذا الملف إلى الواجهة عبر إعلانه في خطاب ملكي قائلاً: «إننا ندعو للتفكير، بكل جدية، في ربط مراكش وأكادير بخط السكة الحديدية، في انتظار توسيعه إلى باقي الجهات الجنوبية، ودعم شبكة الطرق، التي نعمل على تعزيزها بالطريق السريع، بين أكادير والداخلة»، مُشيرا إلى أن هذا الخط سيساهم في فك العزلة عن هذه المناطق، وفي النهوض بالتنمية، وتحريك الاقتصاد، لاسيما في مجال نقل الأشخاص والبضائع، ودعم التصدير والسياحة، وغيرها من الأنشطة الاقتصادية. كما سيشكل رافعة لخلق العديد من فرص الشغل، ليس فقط في جهة سوس ماسة، وإنما أيضا في جميع المناطق المجاورة.
سنة 2018، كانت بمثابة سنة هامة لتاريخ السكك الحديدية في المغرب ففيها افتتح المكتب الوطني للسكك الحديدية، جيلاً جديداً من محطات القطار العصرية بكل من الدار البيضاء، القنيطرة، الرباط، و طنجة، و وجدة، و بن جرير وتم تدشين هذه المحطات الجديدة، تزامنا مع بداية تشغيل القطارات فائقة السرعة، وتهدف هذه المحطات الجديدة إلى جعل محطات القطار عبارة عن مُجمعات تجارية وليس فقط محطات قطار عادية، مما سيساهم في تحسين الخدمات المُقدمة للمسافرين، وأيضاً في زيادة مداخيل المكتب الوطني للسكك الحديدية مما سيسمح له بالتوفر على اعتمادات مالية إضافية لتدشين مشاريع جديدة. وقد عرفت نفس السنة، الانتهاء من تثليث السكة الحديدية بين القنيطرة والدار البيضاء، على طول 130 كلم، مع تجديد النفق الرابط بين سلا والرباط، وكذا تخفيف الضغط على البدال السككي بالدار البيضاء والذي تمر منه حركة كبيرة ومهمة من قطارات المسافرين والبضائع. كما تم بنفس السنة أيضاً، التثنية الكاملة لخط السكة الحديدية بين الدار البيضاء ومراكش على طول 120 كلم.
في سنة 2019، تم افتتاح محطة القطار الجديدة بتمارة، كما ارتفع عدد المسافرين الذين استخدموا القطارات في سنة 2019 إلى 38 مليون مسافر.

## سلامة السكك الحديدية
اعتمد المكتب الوطني للسكك الحديدية بالمغرب برنامجاً هاماً لتأمين المدار السككي، وقد ركز هذا البرنامج على عزل النقل الطرقي عن السكك الحديدية عبر تعويض 180 ممراً مُستوياً (الممرات التي تلتقي فيها السكك الحديدية بالطرق) بمنشآت فنية كالقناطر السككية والطرقية. كما عمل هذا البرنامج على إضافة أجهزة أوتوماتيكية لإغلاق الطرق عند مرور القطارات. والقيام بعمليات تحسيسية لتوعية المواطنين بمخاطر عبور الممرات المستوية.

## الخدمات

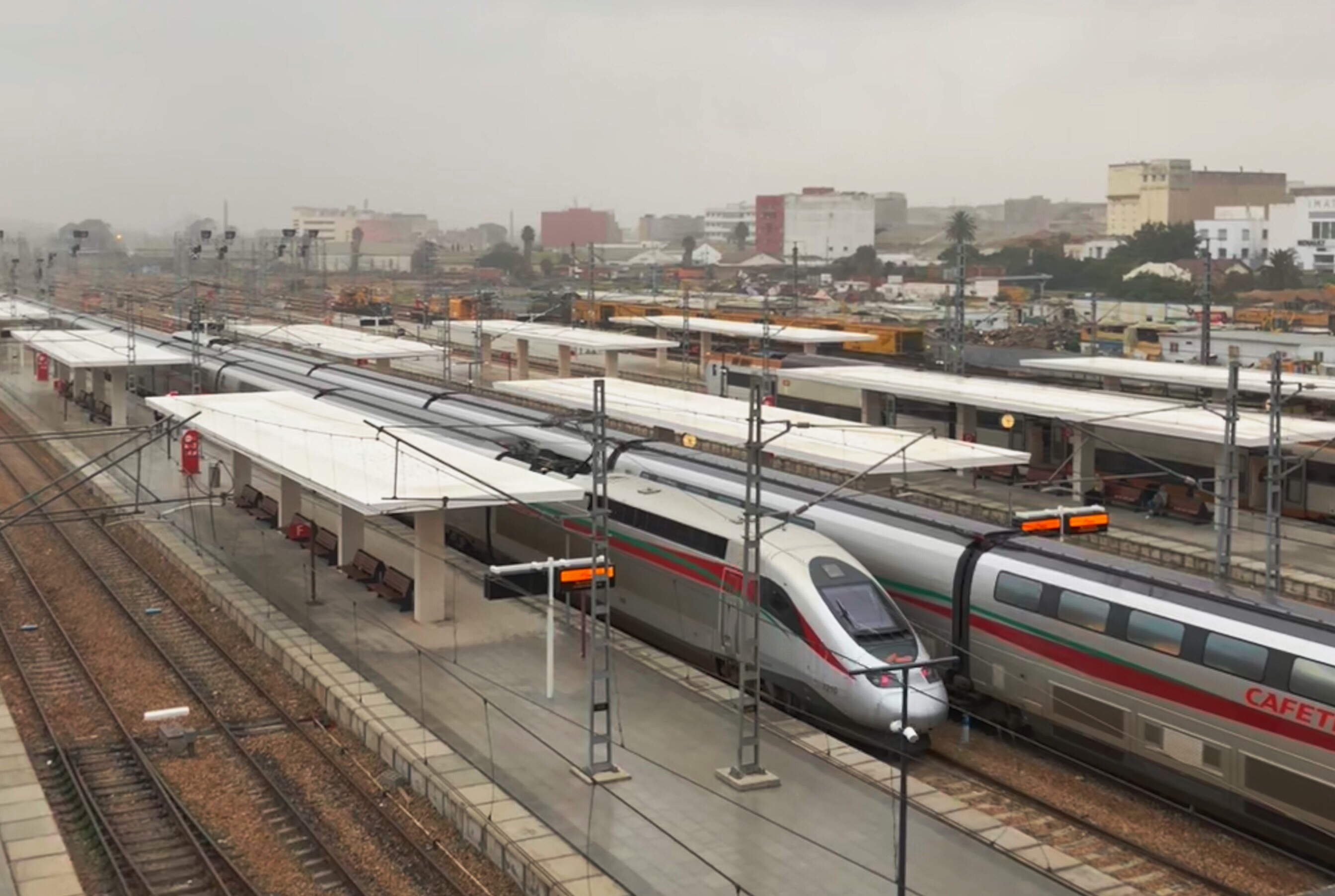
القطار الفائق السرعة الذي يربط بين طنجة والدار البيضاء

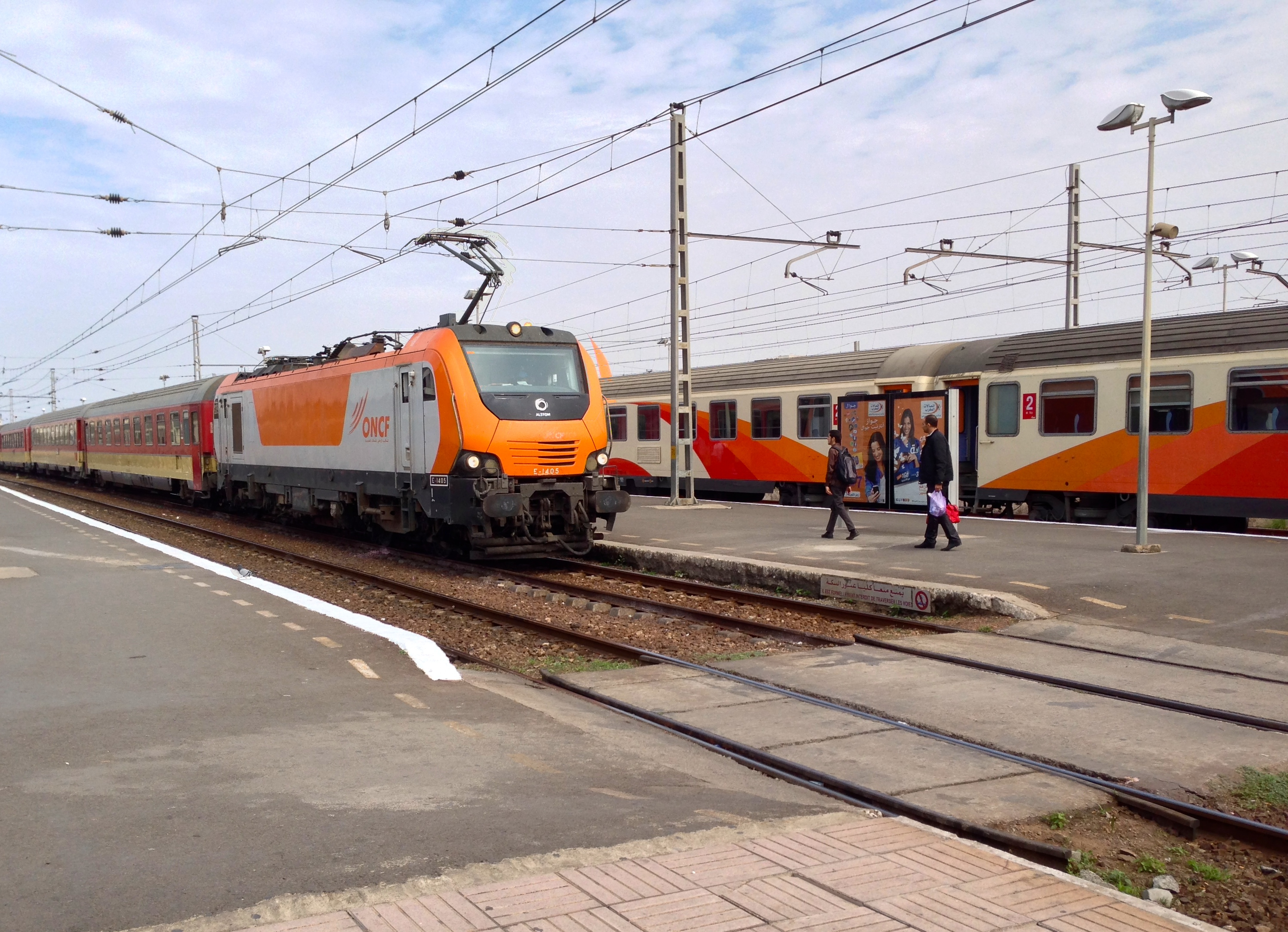
قطار الأطلس بمحطة الدار البيضاء المسافرين

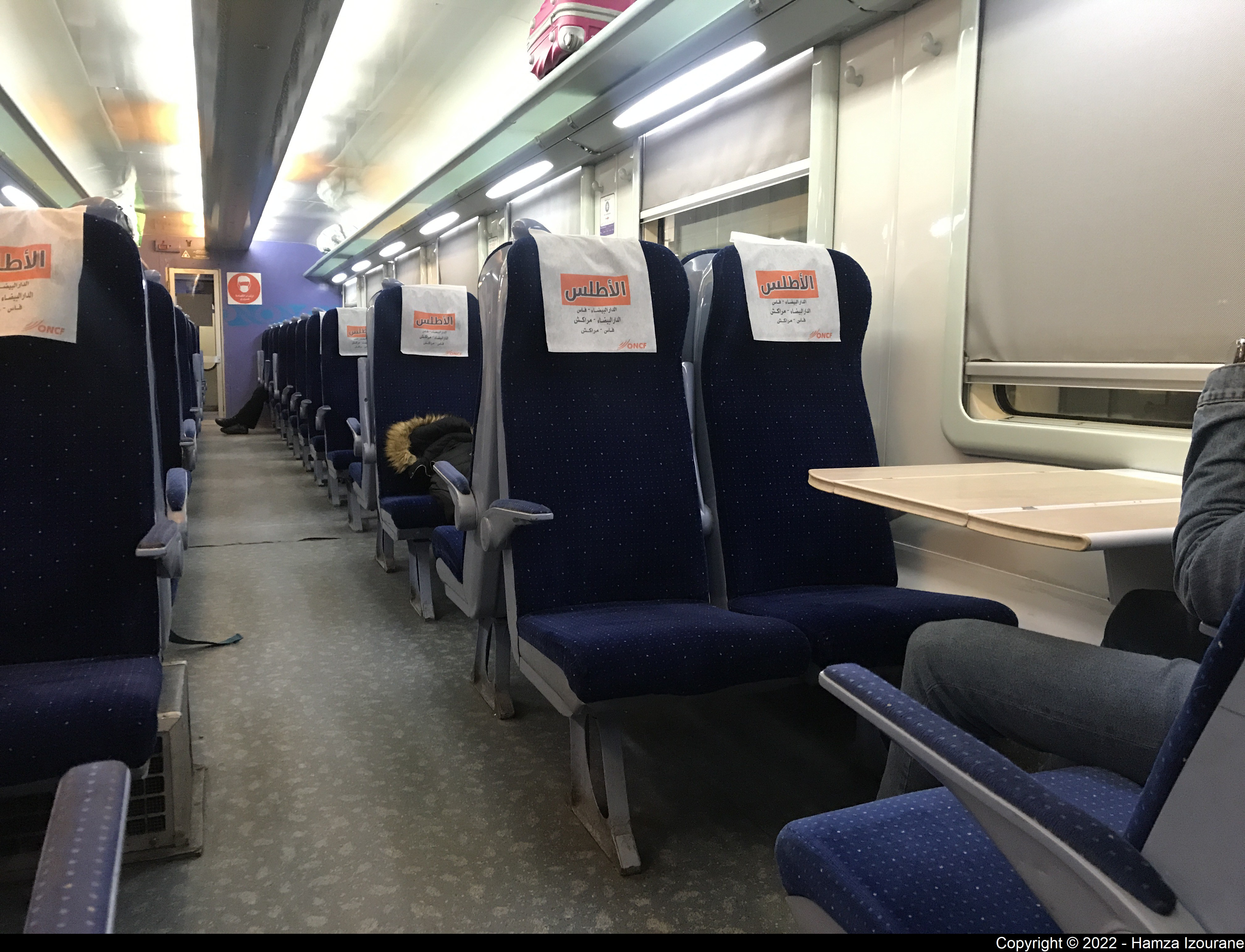
مقصورة قطار الأطلس

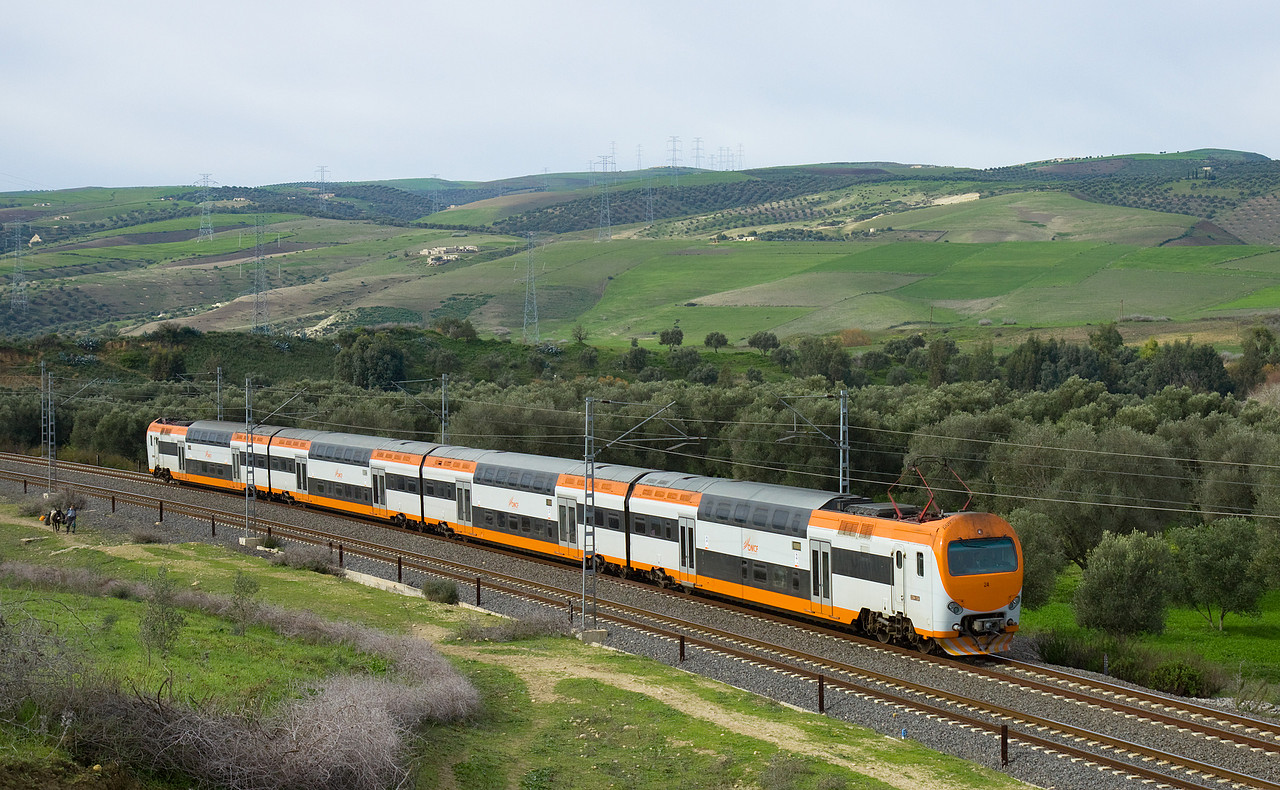
القطار المكوكي السريع TNR

### نقل البضائع واللوجيستيك
قام المكتب الوطني للسكك الحديدية بشراكة مع المكتب الشريف للفوسفاط بتطوير نقل المواد الكيميائية عبر خطوط السكك الحديدية، ويتجلى ذلك في ربط بعض الموانئ البحرية بالسكك الحديدية لاستيراد وتصدير المواد الكيميائية، كما تم توقيع إتفاقيات مع شركات صناعة السيارات بطنجة لنقل السيارات بالسكك الحديدية نحو ميناء طنجة المتوسط.

### النقل السككي- الطرقي

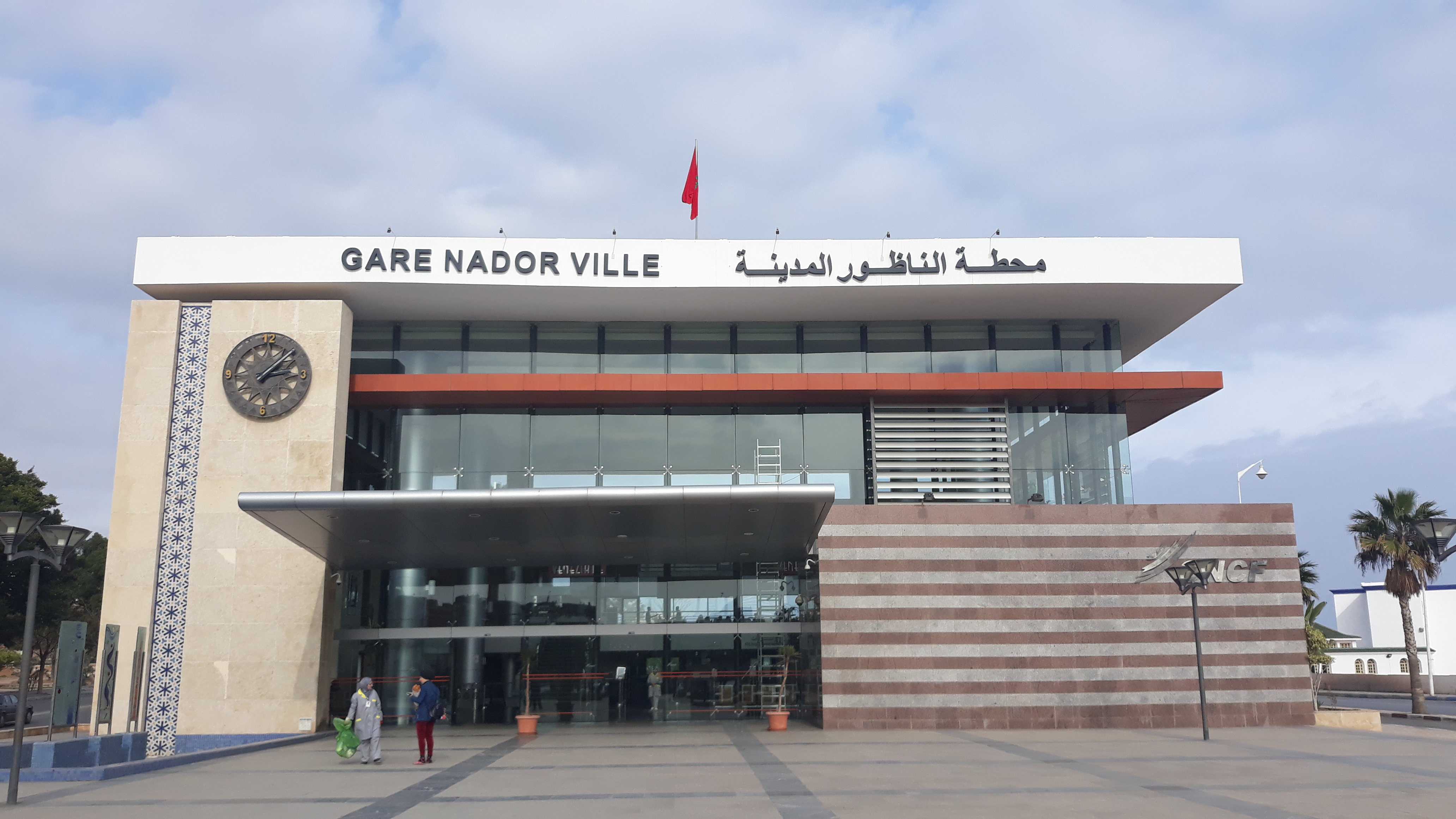
محطة القطار الناظور المدينة

في الأماكن التي تتوقف فيها السكة الحديدية، يقوم المكتب الوطني للسكك الحديدية بتوفير حافلات سوبراتور، وهي شركة تابعة له، وتقوم بنقل المسافرين للمدن غير المرتبطة بالشبكة السككية مثل تطوان وأكادير وورزازات والصويرة وكلميم و آسا والزاك و السمارة والعيون وبوجدور والداخلة. ويُمكن للمسافرين السفر في القطار والحافلة باستخدام تذكرة واحدة. وتوجد أغلب محطات سوبراتور بالقرب من محطات السكك الحديدية. وأكبر محطة لسوبراتور توجد في مراكش.

## القطارات

### قطارات البراق
أصبح قطار البراق الفائق السرعة عند تدشينه في 15 نونبر 2018 أول قطار فائق السرعة في القارة الأفريقية. وهو يربط مدينة طنجة بمدينة الدار البيضاء، ويتوقف في محطة القنيطرة ومحطة الرباط أكدال.

### قطارات الأطلس

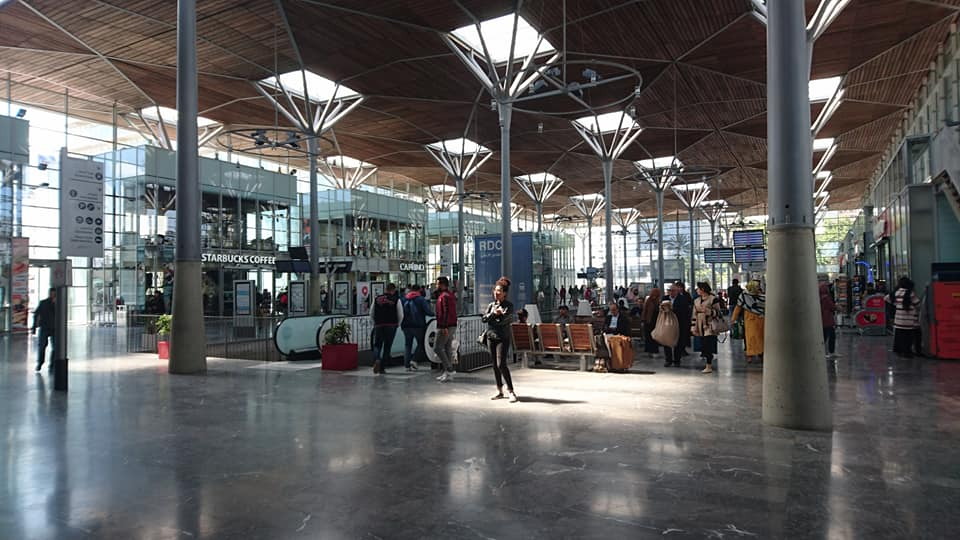
محطة القطار الدار البيضاء الميناء

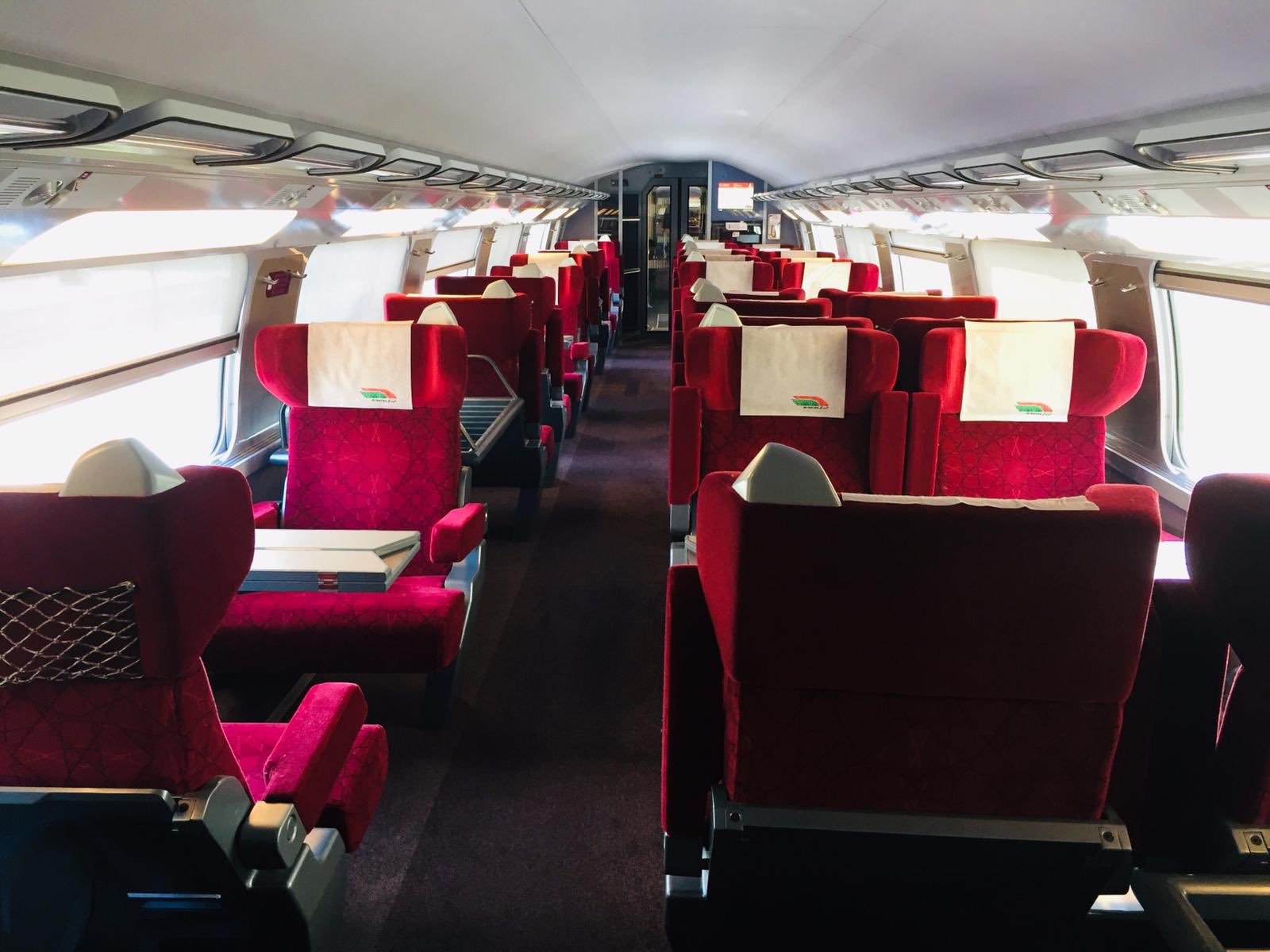
مقصورة الدرجة الأولى في قطار البراق

قطارات الأطلس هي قطارات يقوم بتشغيلها المكتب الوطني للسكك الحديدية، وتهدف إلى تحسين ظروف السفر، إضافة إلى ضمان مقاعد لجميع الركاب سواء بالدرجة الأولى أو الثانية، والعديد من المزايا منها على وجه الخصوص خصم على أثمنة التذاكر عند اقتنائها قبل موعد السفر، كما تم حجز التذاكر باكراً كلما إنخفض سعر التذكرة.
| خطوط قطارات الأطلس                                     | عدد القطارات في اليوم | مدة الرحلة |
| ------------------------------------------------------ | --------------------- | ---------- |
| خط فاس - مراكش                                         | 8                     | 6h30       |
| خط طنجة - القنيطرة                                     | 2                     | 3h         |
| خط طنجة - فاس                                          | 2                     | 4h30       |
| خط طنجة - فاس - وجدة                                   | 1                     | 10h30      |
| خط طنجة - مراكش                                        | 1                     | 9h30       |
| خط الدار البيضاء المسافرين - فاس                       | 3                     | 3h50       |
| خط الدار البيضاء المسافرين - فاس - وجدة                | 2                     | 10h        |
| خط الدار البيضاء المسافرين - فاس - الناظور - بني انصار | 1                     | 10h45      |
| خط الدار البيضاء المسافرين - خريبكة - وادي زم          | 1                     | 3h30       |
| خط الدار البيضاء المسافرين - خريبكة                    | 1                     | 2h30       |
| خط بن جرير - آسفي                                      | 1                     | 2h15       |

### القطارات المكوكية السريعة
القطارات المكوكية السريعة وتسمى إختصاراً بـ TNR هي قطارات تسمح للزبناء الذين يستخدمون القطار للتنقل يومياً بشكل أفضل وأسرع، وكلها تتم إنطلاقاً من محطة الدار البيضاء الميناء.
وتتواجد هذه القطارات في الخطوط التالية:
- الدار البيضاء الميناء - القنيطرة
- الدار البيضاء الميناء - الجديدة
- الدار البيضاء الميناء - سطات
- الدار البيضاء الميناء - مطار محمد الخامس

### القطارات الليلية
تتوفر القطارات الليلية على محاور الدار البيضاء - وجدة، مراكش - طنجة، طنجة - وجدة، الدار البيضاء - الناظور، وهي تمنح المسافرين إمكانية السفر على قطار مجهز بأسرّة للنوم والحصول على سفر مريح طيلة الليل.

### قطار الصحراء الشرقية
تم إنجاز هذا الخط بين عامي 1925 و1931 لنقل القوات والمعادن وهو يربط على طول 300 كلم بين مدينة وجدة عاصمة الجهة الشرقية، وبين مدينة بوعرفة. وتجر هذا القطار قاطرة الديزل د-370 ويقوم بنقل السياح الراغبين في اكتشاف الجهة الشرقية، ويقوم القطار بوقفات في مناطق صغيرة وهادئة مثل بني وكيل وعين بني مطهر وتندرارة.

## مشاريع مستقبلية
من بين أهم المشاريع المستقبلية للمكتب الوطني للسكك الحديدية بالمغرب هي:
- مشروع ربط مراكش وأكادير بالسكك الحديدية.[3]
- مشروع ربط مراكش والدار البيضاء بالقطار الفائق السرعة.
- بناء محطات قطار جديدة بكل من مكناس، سطات، تازة، بوزنيقة، الصخيرات، النواصر، عين تاوجطات.
- نفق جبل طارق هو نفق للسكك الحديدية تم إقتراحه لربط طنجة بالمغرب وإسبانيا تحت مضيق جبل طارق.

## روابط خارجية
- «بابور البر» - فيلم وثائقي عن القطار في المغرب من إنتاج الجزيرة الوثائقية